# Reiner Neubert
Reiner Neubert (* 26. Juni 1942 in Brünlos) ist ein deutscher Literaturwissenschaftler.

## Leben
Reiner Neubert wurde 1942 in Brünlos im Erzgebirge geboren und kam zu Beginn der 1960er Jahre nach Zwickau. Dem Schulbesuch und der Ausbildung zum Motorenschlosser in Karl-Marx-Stadt folgte 1961 bis 1965 das Studium zum Lehrer für die Fächer Deutsch und Körpererziehung (Sport) an der Außenstelle Zwickau des Pädagogischen Instituts Karl-Marx-Stadt, das 1959 in den Gebäuden der ehemaligen Zweijahresschule für den Bergbau errichtet worden war und 1965, dem Abschlussjahr des Studiums von Reiner Neubert, eigenständiges Pädagogisches Institut wurde. Nach Abschluss seines Studiums war er als Lehrer in Plauen tätig.
Mit herausragenden Studienabschlussleistungen nahm er 1967 eine Aspirantur an der Karl-Marx-Universität Leipzig auf, wo er 1972 zum Dr. phil. promoviert wurde. Ab 1970 lehrte er dann als Assistent, Lektor, Oberassistent und Dozent am Pädagogischen Institut „Ernst Schneller“ in Zwickau (ab 1973 PH Zwickau, ab 1992 Außenstelle der neu gegründeten Philosophischen Fakultät der Technischen Universität Chemnitz-Zwickau). Im Herbst 1989 erfolgte die Berufung zum Professor für Neuere Deutsche Literatur und Kinder- und Jugendliteratur, der 1981 die erfolgreiche Habilitation an der Pädagogischen Hochschule „Karl Liebknecht“ Potsdam vorausgegangen war (Dr. sc., später Dr. phil. habil). Seit seiner Berufung zum Hochschullehrer verantwortete Reiner Neubert das Amt des Direktors der Sektion Germanistik (ab 1991: Fachbereich Germanistik).
Nach Inkrafttreten des ersten sächsischen Hochschulstrukturgesetzes – SächsHStrG wurde 1992 die Technische Universität Chemnitz-Zwickau mit der Durchführung der Auflösung der Pädagogischen Hochschule Zwickau beauftragt. Infolgedessen wurde im Frühjahr 1993 auch Reiner Neuberts Dienstverhältnis beendet und er wechselte an die Západočeská Univerzita Plzeň (Západočeská univerzita v Plzni), wo er zwischen 1993 und 1998 im Auftrag des Deutschen Akademischen Austauschdienstes (DAAD) als Langzeitdozent tätig war und sein o. g. Fachgebiet vertrat. Es folgten Berufungen auf Lehrstuhlvertretungen und Beauftragungen für Lehraufträge an den Universitäten Braunschweig (TU Braunschweig), Chemnitz und České Budějovice (Jihočeská univerzita v Českých Budějovicích). Im Jahr 2000 war Reiner Neubert Gründungsbeauftragter des Sächsisch-Tschechischen-Literatur-Kulturbüros an der Westsächsischen Hochschule Zwickau und später der Leiter dieser Einrichtung.
Seit 2002 engagiert er sich auf dem kulturellen Gebiet seiner Heimatstadt ehrenamtlich und dabei ebenso vielfältig.

## Schriften (Auswahl)
- Zu einigen Entwicklungsproblemen der literarischen Reportage im Zeitraum von 1959 bis 1969. Leipzig 1972, OCLC 721551631.
- Entwicklung und Grundzüge der poetischen Konzeption Joachim Nowotnys, ein Beitrag zur Funktionsdebatte in der sozialistischen Nationalliteratur der DDR. Potsdam 1981, OCLC 256995757.
- Zur Theorie und Geschichte der deutschen Kinder- und Jugendliteratur. Plzeň 1999, ISBN 80-7082-510-3.
- als Hrsg.: Bekannte und unbekannte Geschichten vom abenteuerlichen und weltberühmten (bekannten) Gespenst Rübezahl. Leipzig 2019, ISBN 3-942929-57-0.